# Yttre-Pylttjärnen
Yttre-Pylttjärnen är en sjö i Vindelns kommun i Västerbotten och ingår i Umeälvens huvudavrinningsområde.